# Любимый город
«Любимый город» — популярная песня советского композитора Никиты Богословского на стихи поэта Евгения Долматовского, написанная в 1939 году для кинофильма «Истребители».

## История
В далёкий край товарищ улетает,

Родные ветры вслед за ним летят.

Любимый город в синей дымке тает —

Знакомый дом, зелёный сад и нежный взгляд.

Пройдёт товарищ все бои и войны,

Не зная сна, не зная тишины.

Любимый город может спать спокойно

И видеть сны, и зеленеть среди весны.

Когда ж домой товарищ мой вернётся,

За ним родные ветры прилетят.

Любимый город другу улыбнётся:

Знакомый дом, зелёный сад, весёлый взгляд.
В конце 1938 года в Киев для сочинения музыки к кинофильму «Большая жизнь», которую снимал Леонид Луков на Киевской киностудии, был приглашён композитор Никита Богословский. Во время работы он получил предложение от другого режиссёра той же студии Эдуарда Пенцлина написать песню и к его фильму «Истребители», снимавшемуся на той же студии.
Изначально никаких песен в фильме не предполагалось, но в апреле, когда съёмки подходили к концу и оставалось снять только начальный эпизод школьного выпускного бала, стало ясно, что без песни не обойтись. На помощь из Москвы был вызван Евгений Долматовский. Позже поэт вспоминал:
«Идея песни, обговорённая с режиссёром заранее по телефону, — прощание со школой, вальс выпускного вечера. Итак, картина будет о лётчиках, о наших кумирах. С одним из них я оказался в купе поезда, спешащего в Киев.
В те годы сложился определённый образ лётчика — уже воевавшего человека из моего поколения, героя Испании и Монголии. Мы восторженно смотрели на таких героев, писали о них стихи. Это были двадцатипятилетние комбриги (то есть по-нынешнему генералы), русые, голубоглазые крепыши. Таким оказался и мой сосед по купе. Он, кстати, остановился в гостинице „Континенталь“ — там же, где и я, — и на одном со мной этаже.
В Киеве, еще до встречи и знакомства с Марком Бернесом, я посмотрел на киностудии материал будущей картины. Меня поразило сходство героя — курсанта, а затем лётчика Кожухарова — с тем лётчиком, с которым я познакомился в поезде.
…Наконец мы познакомились. Песня выпускного вечера была готова. Но Марку очень хотелось спеть с экрана другую — свою, лётчицкую. Мы бродим по ночному Киеву, спорим, какой она должна быть, эта песня. Режиссёр вообще-то не возражал против введения ещё одной песни, но никак не мог определить, что за песня в данном случае нужна и не затормозит ли она кинематографическое действие.
Я сделал наброски. Бернес их бурно отверг:
— Напиши мировую песню. Вроде такой, — он напевает „Дальнюю сторожку“. — Впрочем, тебе такую никогда не сочинить!
Я нерешительно признаю́сь, что это моё сочинение. Тогда Бернес смиряется, хотя, кажется, не очень верит мне на слово.
Поздно ночью мы стучимся в дверь соседа по гостинице. Лётчик собирает чемодан — он уже получил назначение, на рассвете улетает в свою часть. Прямо с порога мы начинаем интервью:
— Представьте себе, что в кругу товарищей вы поёте песню. О себе, о своих раздумьях. Что это за песня?
Тогда ещё нельзя было много рассказывать об Испании. Но возникшая душевная близость располагает к откровенности. И мы слушаем, вновь переживая и, как молитву, повторяя — Барселона, Картахена, Гвадалахара. Потом возникает рассказ, еще более ошарашивающий своей новизной: сосед был в Китае…
Рассказчик предупреждает:
— Никому ни слова. Немедленно забудьте всё, будто и не слышали.
Но возможно ли забыть?
Сутки я не выхожу из номера. Бернес и композитор Никита Богословский навещают меня, придирчиво прослушивают варианты.
Так я и не сумел забыть рассказ лётчика о Китае: в первой строфе получилось невольно: „Любимый город в синей дымке тает“. Я лишь потом, через год, заметил сдвиг, напоминающий слово „Китай“. А Бернес мне потом говорил, что сразу обратил на него внимание и даже чуть-чуть нажал на это сочетание, когда исполнял песню».
Из воспоминаний Никиты Богословского:
«Песня … сочинялась довольно быстро, понравилась режиссёру, съёмочной группе, и Бернес принялся энергично её разучивать. Это была вторая его песня в кино. Первая — „Тучи над городом встали“, спетая в фильме режиссёра Сергея Юткевича „Человек с ружьём“, — принесла молодому актёру огромную популярность, и Марк старался не ударить лицом в грязь в своей новой работе.
Но тут вдруг возникло неожиданное препятствие. Дело в том, что директором Киевской студии был в те годы товарищ З. И. — молодой, рыжий, румяный человек, обладавший неплохим и сильным тенором и считавший себя непоколебимым авторитетом во всех музыкальных вопросах. И он-то один неожиданно для всех стал ярым противником этой песни, говорил про неё малоприятные для автора слова, напевал и предлагал свои варианты мелодии и в конце концов специальным приказом запретил использование „Любимого города“ в фильме. (Справедливости ради отмечу, что впоследствии он изменил свою точку зрения на песню, охотно её напевал, и мы остались добрыми друзьями.)
Пока же судьба песни висела на волоске. Но тут товарищ З. И. уехал на несколько дней в командировку, и мы решили рискнуть — вопреки грозному приказу директора сняли сцену „Вечеринка“ под фонограмму „крамольной песни“. Скандал был большой, и страсти улеглись только тогда, когда Министерство кинематографии без поправок приняло картину и одобрительно отозвалось как о песне, так и о её исполнении».

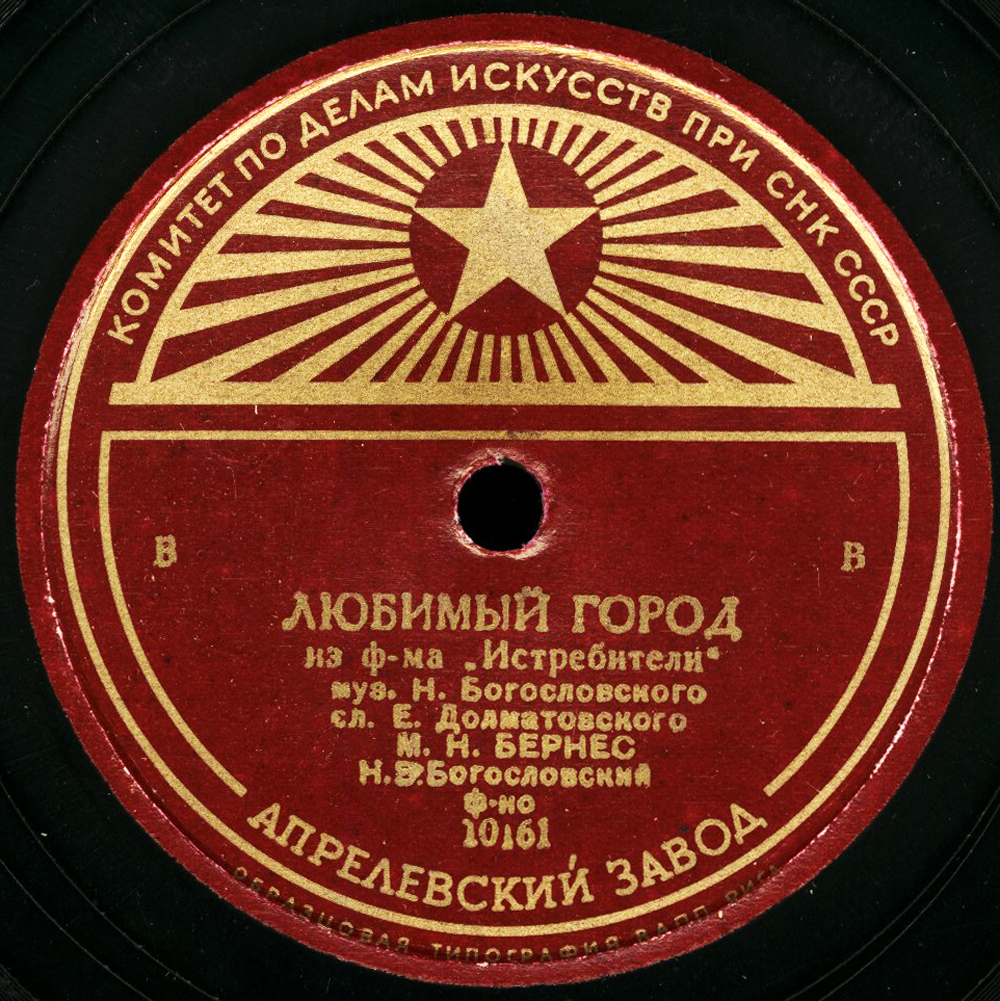

29 ноября 1939 года фильм «Истребители» вышел на экраны, и вскоре вся страна буквально влюбилась в бернесовского героя. 7 марта 1940 года Марк Бернес записал песню на пластинку, и через год её уже пели повсюду.
В годы войны ходили слухи, что песню якобы могли запретить из-за строчки «Любимый город может спать спокойно». Однако секретарь Московского комитета партии А. Щербаков в разговоре с Долматовским рассеял эти сомнения: «Мне думается, что слова о любимом городе никогда не звучали кощунственно. Вера в победу всегда была лейтмотивом нашей поэзии. Этой верой продиктована и песня о любимом городе. Трагические годы были испытанием всего народа. И его песен».

## Исполнители
Первым исполнителем песни был Марк Бернес. Существуют три его записи: фонограмма кинофильма (апрель 1939 года), грампластинка (7 марта 1940 года) и магнитозапись (1956 год) — все в сопровождении Никиты Богословского (фортепиано). Бернес, всегда стремившийся к совершенству исполнения и потому многие песни из своего репертуара перезаписывавший во многих вариантах, интерпретацию «Любимого города», однажды найденную, впоследствии никогда не менял даже в мелочах, и перезаписал песню лишь раз (в 1956 году), кода появилась более совершенная технология звукозаписи — магнитная.
Песню также исполняли Ефрем Флакс, Муслим Магомаев, Иосиф Кобзон, Лариса Долина, Александр Маршал, Лев Лещенко, Валерий Чемоданов и многие другие.
В апреле 2021 года свою версию песни «Любимый город» для фильма «Девятаев» записал Тилль Линдеманн . 